# Aveton Gifford
Aveton Gifford – wieś w Anglii, w hrabstwie Devon, w dystrykcie South Hams. Leży 52 km na południowy zachód od miasta Exeter i 293 km na południowy zachód od Londynu. Miejscowość liczy 772 mieszkańców.